# Ерлбах (Вогтланд)
Ерлбах (њем. Erlbach) општина је у њемачкој савезној држави Саксонија. Једно је од 45 општинских средишта округа Фогтланд. Према процјени из 2010. у општини је живјело 1.846 становника. Посједује регионалну шифру (AGS) 14523110.

## Географски и демографски подаци
Ерлбах се налази у савезној држави Саксонија у округу Фогтланд. Општина се налази на надморској висини од 520–800 метара. Површина општине износи 21,7 km². У самом мјесту је, према процјени из 2010. године, живјело 1.846 становника. Просјечна густина становништва износи 85 становника/km².